# Cantor (religión)
Un cantor (del latín cantare, canto) es un músico contratado por una iglesia, responsable de los coros o miembro de los mismos. Cumple diversas funciones, según el credo religioso:
- En la Iglesia católica es el cantante principal del coro, nombrado bajo el principio de buena fe.
- En la Iglesia ortodoxa es el cantante o los cantantes que interpretan los cantos religiosos en las llamadas horas canónicas. Deben poseer conocimientos de los rituales y los servicios religiosos, así como contar con la aprobación del sacerdote para participar en los coros.
- En la Iglesia protestante el Kantor (músico) es un cantante que puede ser laico o religioso y ocupar un puesto de Músico-Director. La Iglesia de Noruega exige una educación de 4 años. En la Iglesia de Suecia debe tener una educación de dos años en música religiosa y una educación básica de la misma Iglesia para poder postular al cargo de Kantor.

- Datos: Q30906402